# ويليام أنريك
ويليام أنريك (بالبرتغالية: William Henrique‏) (28 يناير 1992 في ريبيراو بريتو في البرازيل – )؛ هو لاعب كرة قدم يلعب كمهاجم لعب سابقاً في نادي هجر السعودي.

## وصلات خارجية
- ويليام أنريك على موقع رابطة كرة القدم اليابانية للمحترفين (اليابانية)
- ويليام أنريك على موقع دوري كوريا الجنوبية (الإنجليزية)
- ويليام أنريك على موقع قاعدة بيانات كرة القدم.إي يو (الإنجليزية)
- ويليام أنريك على موقع Soccerway.com (الإنجليزية)
- ويليام أنريك على موقع عالم كرة القدم.نت (الإنجليزية)